# فرانسيس باربر
فرانسيس باربر (بالإنجليزية: Frances Barber)‏ هي ممثلة بريطانية، ولدت في 13 مايو 1958 في المملكة المتحدة.

## أعمال

### أفلام
- (2005) هدف[4][5][6]
- (2007) هدف 2[7]
- (2015) مستر هولمز[8][9]

## وصلات خارجية
- فرانسيس باربر على موقع IMDb (الإنجليزية)
- فرانسيس باربر على موقع ألو سيني (الفرنسية)
- فرانسيس باربر على موقع ميوزك برينز (الإنجليزية)
- فرانسيس باربر على موقع أول موفي (الإنجليزية)
- فرانسيس باربر على موقع قاعدة بيانات الأفلام السويدية (السويدية)
- فرانسيس باربر على موقع قاعدة بيانات الفيلم (الإنجليزية)
- فرانسيس باربر على موقع كينوبويسك (الروسية)